# Balón de Oro 1993

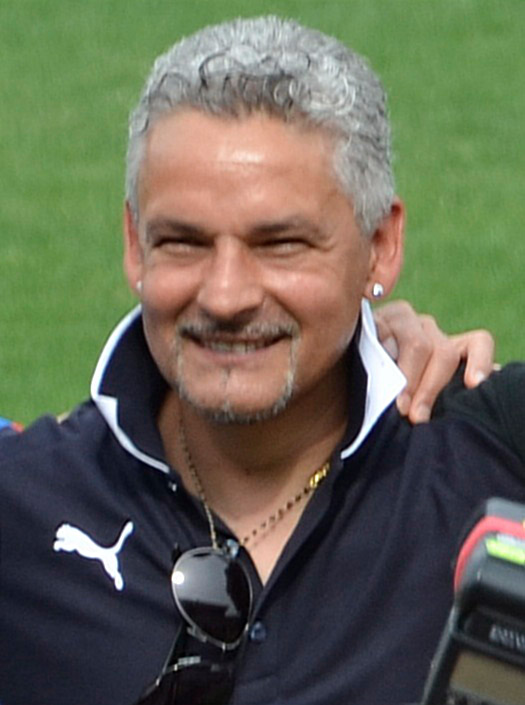
Roberto Baggio. Balón de Oro en 1993.

La edición de 1993 del Balón de Oro, 38.ª edición del premio de fútbol creado por la revista francesa France Football, fue ganada por el italiano Roberto Baggio (Juventus).
El jurado estuvo compuesto por 30 periodistas especializados, de cada una de las siguientes asociaciones miembros de la UEFA: Albania, Alemania, Austria, Bélgica, Bulgaria, Checoslovaquia, Chipre, Dinamarca, Escocia, España, Finlandia, Francia, Grecia, Hungría, Inglaterra, Irlanda, Islandia, Italia, Luxemburgo, Malta, Noruega, Países Bajos, Polonia, Portugal, Rumanía, Rusia, Suecia, Suiza, Turquía, y Yugoslavia.
El resultado de la votación fue publicado en el número 2490 de France Football, el 28 de diciembre de 1993.

## Sistema de votación
Cada uno de los miembros del jurado elige a los que a su juicio son los cinco mejores futbolistas europeos. El jugador elegido en primer lugar recibe cinco puntos, el elegido en segundo lugar cuatro puntos y así sucesivamente.
De esta forma, se repartieron 450 puntos, siendo 150 el máximo número de puntos que podía obtener cada jugador (en caso de que los 30 miembros del jurado le asignaran cinco puntos).

## Clasificación final
| Puesto | Jugador            | Equipo                        | Votos | Votos | Votos | Votos | Votos | Votos | Puntos |
| Puesto | Jugador            | Equipo                        | 1º    | 2º    | 3º    | 4º    | 5º    | Total | Puntos |
| ------ | ------------------ | ----------------------------- | ----- | ----- | ----- | ----- | ----- | ----- | ------ |
| 1º     | Roberto Baggio     | Juventus                      | 26    | 3     |       |       |       | 29    | 142    |
| 2º     | Dennis Bergkamp    | Ajax / Inter de Milán         | 1     | 12    | 6     | 5     | 2     | 26    | 83     |
| 3º     | Éric Cantona       | Manchester United             | 1     | 3     | 3     | 3     | 2     | 12    | 34     |
| 4º     | Alen Bokšić        | Olympique Marsella / Lazio    |       | 2     | 6     | 1     | 1     | 10    | 29     |
| 5º     | Michael Laudrup    | Barcelona                     | 1     | 3     | 3     |       | 1     | 8     | 27     |
| 6º     | Franco Baresi      | Milan                         | 1     | 3     | 2     |       | 1     | 7     | 24     |
| 7º     | Paolo Maldini      | Milan                         |       |       | 3     | 4     | 2     | 9     | 19     |
| 8º     | Emil Kostadinov    | Porto                         |       |       | 1     | 3     | 2     | 6     | 11     |
| 9º     | Stéphane Chapuisat | Borussia Dortmund             |       |       | 1     | 2     | 2     | 5     | 9      |
|        | Ryan Giggs         | Manchester United             |       |       | 1     | 2     | 2     | 5     | 9      |
| 11º    | Andreas Möller     | Juventus                      |       | 1     | 1     |       |       | 2     | 7      |
| 12º    | Ruud Gullit        | Milan / Sampdoria             |       | 1     |       |       | 2     | 3     | 6      |
|        | Peter Schmeichel   | Manchester United             |       | 1     |       | 1     |       | 2     | 6      |
|        | Hristo Stoichkov   | Barcelona                     |       |       |       | 2     | 2     | 4     | 6      |
| 15º    | Basile Boli        | Olympique Marsella            |       | 1     |       |       | 1     | 2     | 5      |
|        | Rune Bratseth      | Werder Bremen                 |       |       |       | 2     | 1     | 3     | 5      |
| 17º    | Enzo Scifo         | Torino / Monaco               |       |       | 1     |       | 1     | 2     | 4      |
| 18º    | Andreas Herzog     | Werder Bremen                 |       |       | 1     |       |       | 1     | 3      |
|        | Ronald Koeman      | Barcelona                     |       |       | 1     |       |       | 1     | 3      |
|        | Jari Litmanen      | Ajax                          |       |       |       |       | 3     | 3     | 3      |
| 21º    | Dino Baggio        | Juventus                      |       |       |       | 1     |       | 1     | 2      |
|        | Sergei Kiriakov    | Karlsruher                    |       |       |       | 1     |       | 1     | 2      |
|        | David Platt        | Juventus / Sampdoria          |       |       |       | 1     |       | 1     | 2      |
|        | Franck Sauzée      | Olympique Marsella / Atalanta |       |       |       | 1     |       | 1     | 2      |
|        | Giuseppe Signori   | Lazio                         |       |       |       | 1     |       | 1     | 2      |
| 26º    | Tomas Brolin       | Parma                         |       |       |       |       | 1     | 1     | 1      |
|        | Martin Dahlin      | Borussia Mönchengladbach      |       |       |       |       | 1     | 1     | 1      |
|        | Georges Grün       | Parma                         |       |       |       |       | 1     | 1     | 1      |
|        | Stelios Manolas    | AEK Atenas                    |       |       |       |       | 1     | 1     | 1      |
|        | Paul McGrath       | Aston Villa                   |       |       |       |       | 1     | 1     | 1      |

## Curiosidades
- Jari Litmanen se convierte en el primer jugador finlandés en aparecer en la clasificación final del Balón de Oro.